# انکا (موسیقی ژاپنی)
انکا (انگلیسی: Enka) یک سبک موسیقی ژاپنی است که از نظر سبکی شبیه موسیقی سنتی ژاپنی است. با این حال، انکا مدرن یک فرم موسیقی نسبتاً جدید است که در آواز خود از سبک موسیقی سنتی تری نسبت به موسیقی ریوکوکو استفاده می‌کند، که در طول سال‌های قبل از جنگ جهانی دوم رایج بود.